# إسفنديار
إسفنديار أو إسبنديار (الأفستية: Spəntōδāta ؛ الفارسية الوسطى: Spandadāt ؛ الفارسية الحديثة: اسفندیار ؛ الفارسية الطاجيكية: Исфандиёр) هو بطل إيراني أسطوري وأحد الشخصيات المذكورة في ملحمة الشاهنامه التي ألفها الفردوسي. كان نجل وولي عهد الملك الكياناني جوشتاسب والملكة كاتايون وحفيد الملك كاي لوراسب .
اشتهر إسفنديار من القصة المأساوية للمعركة التي حدثت مع رستم الموصوفة في ملحمة الشاهنامه (ملحمة الملوك) وهي من أطول أجزاء الشاهنامه وأبرز أحداثها الأدبية.

## قصته في الملحمة
وفقًا لملحمة الشاهنامه ، كان إسفنديار ولي العهد والمحارب الإلهي لإيران القديمة (أو بلاد فارس) الذي دعم النبي زرادشت ، مما مكّنه من نشر الديانة الزرادشتية. كما حارب العديد من المرتدين وأعداء زرادشت . في المقابل أعطى زرادشت إسفنديار سلسلة ودروعًا من السماء. جعله الدرع لا يقهر وكانت السلسلة قادرة على تقييد أي شخص حتى الشيطان أو الساحر الشرير مما يجعلهم غير قادرين على الهروب. كما أعطى زرادشت بركة إلهية لإسفنديار وأعلن أن أي شخص يريق دماء اسفنديار (يعني يقتله) سيعاني من حياة ملعونه من الحظ السيئ حتى يوم وفاته وبعد الموت سيحكم عليه بالجحيم.
كان والد اسفنديار (جوشتاسب) قد وعده بمنحه العرش إذا تمكن من صد غزو في المقاطعات البعيدة وقد نجح إسفنديار في ذلك. وعند عودته، أخبره والده أنه خلال غيابه تمرد ملك طوران ( أرجاسب ) وهاجم العاصمة الإيرانية واختطف شقيقتيه. قام جوشتاسب بتكليف ابنه اسفنديار في مهمة أخرى لقمع التمرد واستعادة شقيقاته الأميرات المخطوفات.